# Pałac w Czernicy (woj. dolnośląskie)
Pałac w Czernicy (niem.  Schloss Langenau) – zabytkowy pałac w Czernicy  – wsi w Polsce, w województwie dolnośląskim, w powiecie karkonoskim, w gminie Jeżów Sudecki.

## Historia

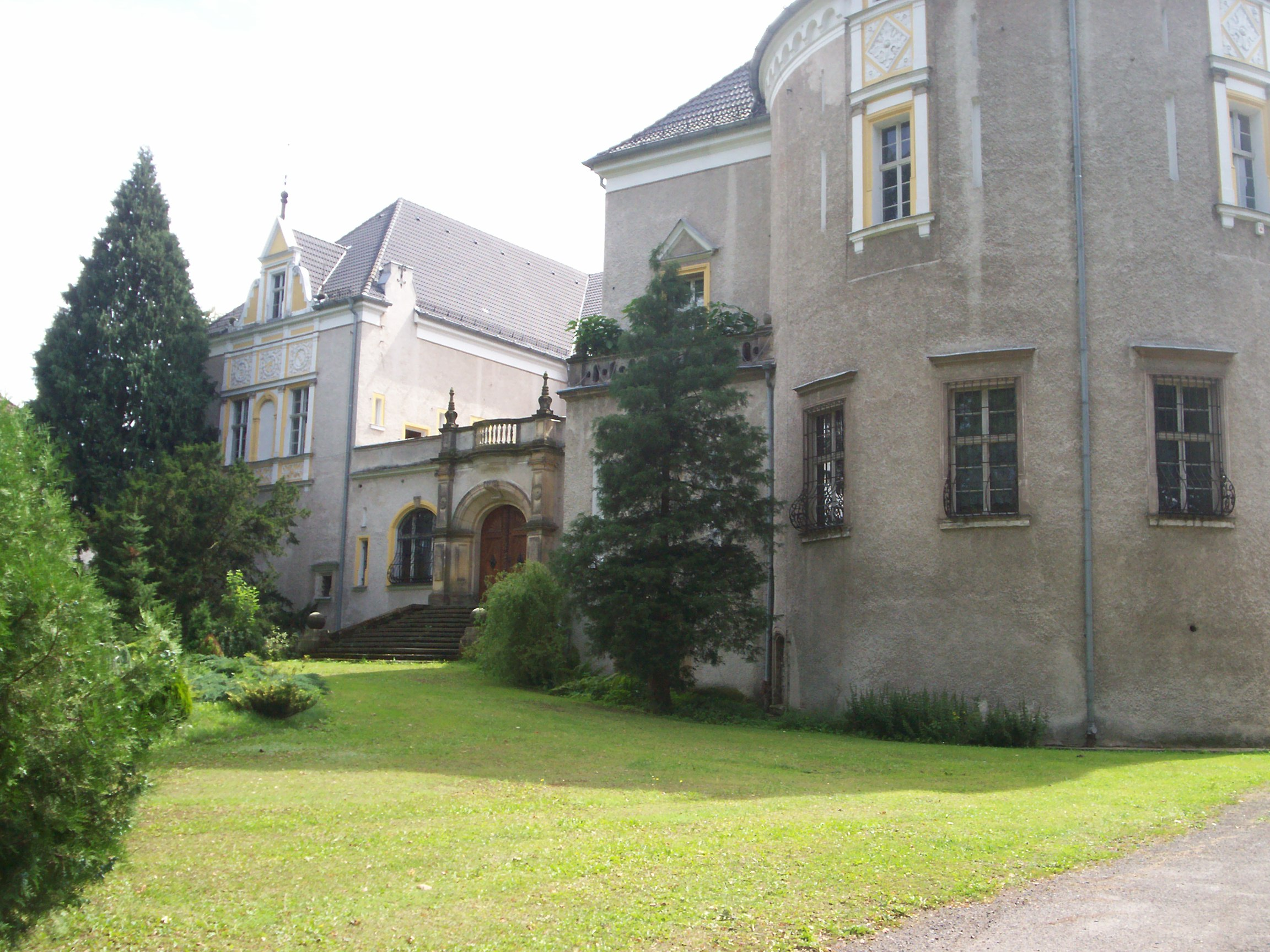
Pałac

Pałac w Czernicy powstał w 1543, w wyniku przebudowy przez Baltazara I Schaffgotscha (zm. ok. 1567) istniejącego w tym miejscu wcześniej zamku, należącego do rycerzy von Langenau (1340, Langenow, Langenoff). Nowa budowla była trzyskrzydłowym, renesansowym dworem otoczonym fosą. Po śmierci Balthazara II Schaffgotscha w 1595 Czernica przechodzi w posiadanie rodziny von Lest. W 1858 budowla uległa znacznemu zniszczeniu. Podczas odbudowy zlikwidowano fortyfikacje, a sam dwór ponownie przebudowano, nadając mu styl neorenesansowy, przypominający francuskie zamki nad Loarą. W 1911 w północno-zachodnim narożniku zbudowano masywną, półokrągłą wieżę nakrytą stożkowym dachem. Do 1945 pałac znajdował się w rękach rodziny von Klitzing, która na przełomie XIX-XX w. dokonała ostatniej przebudowy i modernizacji siedziby. Dobudowano wejście główne, oraz położono instalacje elektryczne i centralnego ogrzewania. Po wojnie obiekt przejęło Okręgowe Przedsiębiorstwo Handlu Opałem we Wrocławiu, następnie był użytkowany przez Komendę Wojewódzką Policji w Jeleniej Górze, a od 1992 jest własnością prywatną.

## Architektura
Pałac w Czernicy jest dwukondygnacyjnym budynkiem wzniesionym na planie podkowy. Całe założenie pałacowo-parkowe zostało poddane gruntownej renowacji, po której blasku nabrały interesujące wnętrza, w szczególności pochodzące z 1563 malowidła ścienne w pałacowej kaplicy (archiwum) z herbami szlacheckimi na ścianach (od lewej) von: 
1. Liebdaler, Stosch, Haugwitz, Schönburg;
2. Loeben,  Schaffgotsch, Bischofswerdt, Schwenckfeld;
3. Talkenberg, der Berka von Duba und Leipa, Zedlitz, Schaffgotsch;
4. Lamminger, Knobelsdorff, Promnitz, Kittlitz[7][8].

Na elewacji zewnętrznej pomiędzy szczytami a oknami znajdują się cztery fryzy z herbami i datami:
1. Langenau - 1340, Kittlitz - 1409, Seidlitz - 1518 (ściana frontowa)[9]
2. Schaffgotsch - 1555, Lest - 1598[10]
3. Dobschütz - 1690, Förster - 1709, Schweinitz (właściciel 1749[11]),
4. X, X, Packisch-Festenberg (zm. 1782[11]) - elewacja ogrodowa, w szczycie data 1900[12][13].

Park o powierzchni 5 hektarów jest ogrodzony kamiennym murem. Obecnie pielęgnowany park posiada wiele dendrologicznych okazów i stanowi znakomity przykład tego typu zabytków w Kotlinie Jeleniogórskiej. 
Obiekt jest częścią zespołu pałacowego, z którego do rejestru zabytków wpisane są też:
- tzw. kaplica,
- park.

## Urodzeni
- Krzysztof von Schaffgotsch

## Herby

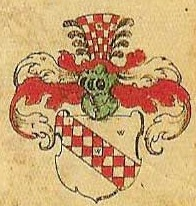
Liebdaler
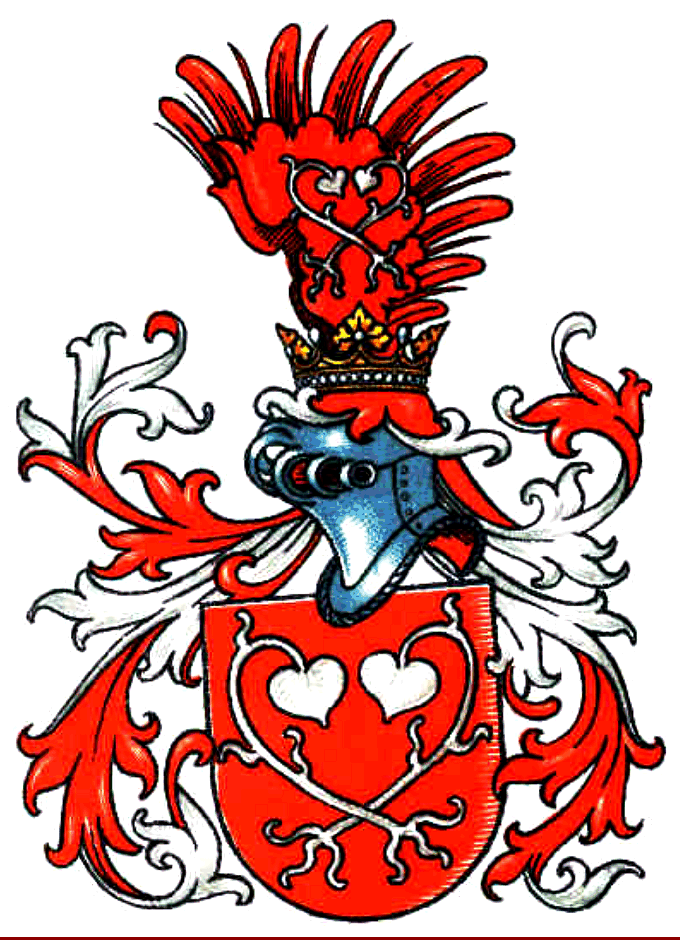
Stosch
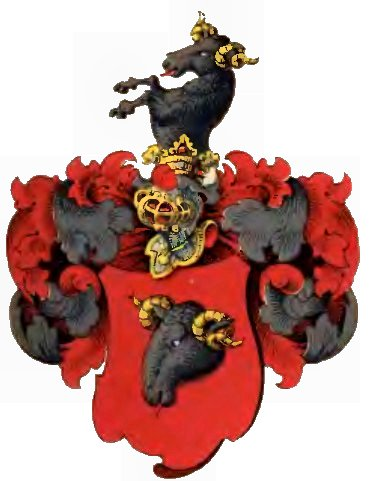
Haugwitz
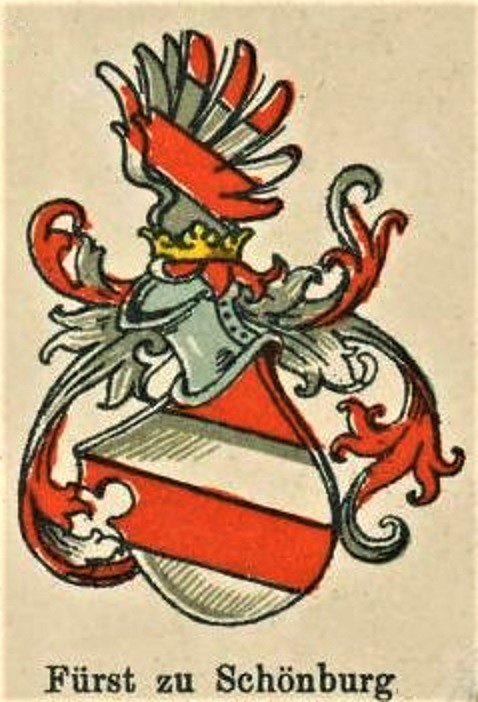
Schönburg
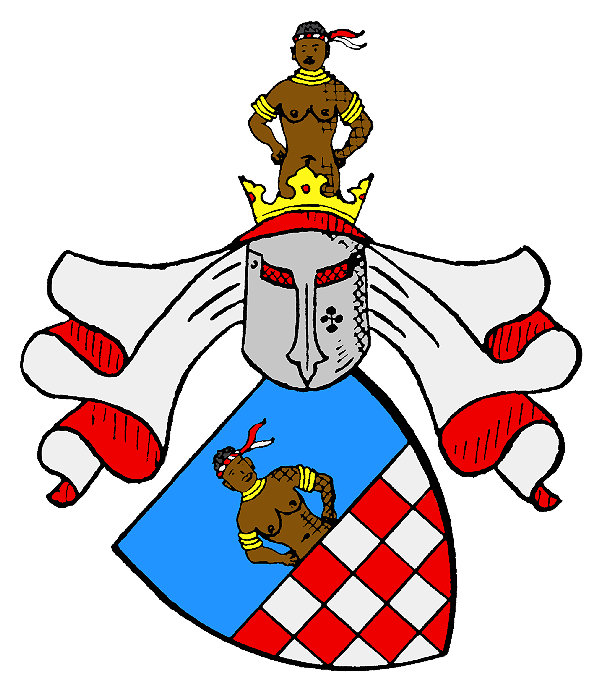
Loeben
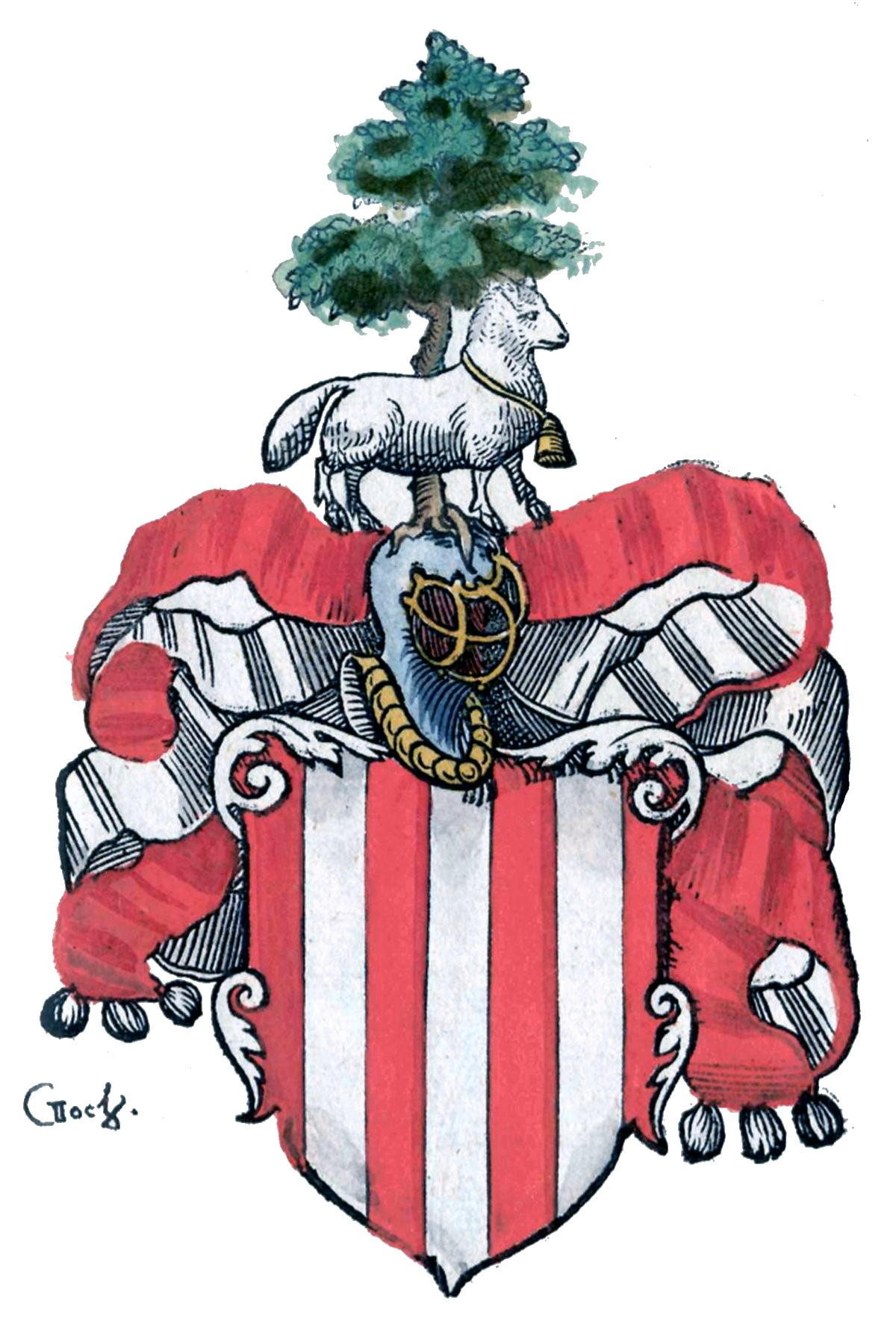
Schaffgotsch
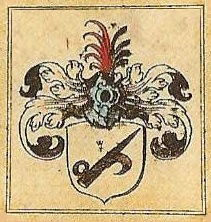
Bischofswerdt
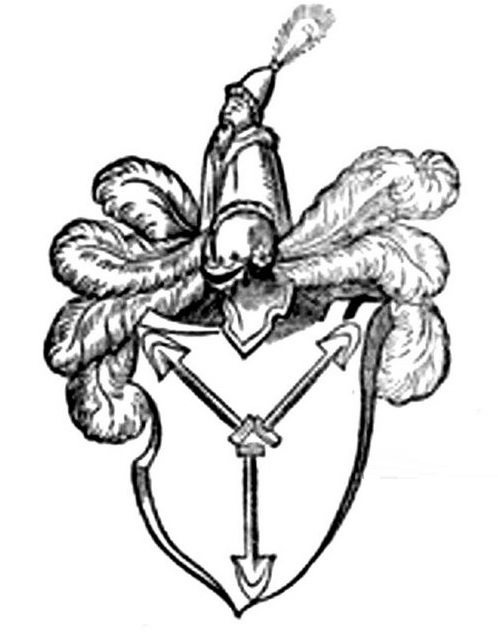
Schwenckfeld
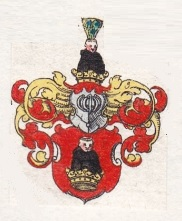
Talkenberg
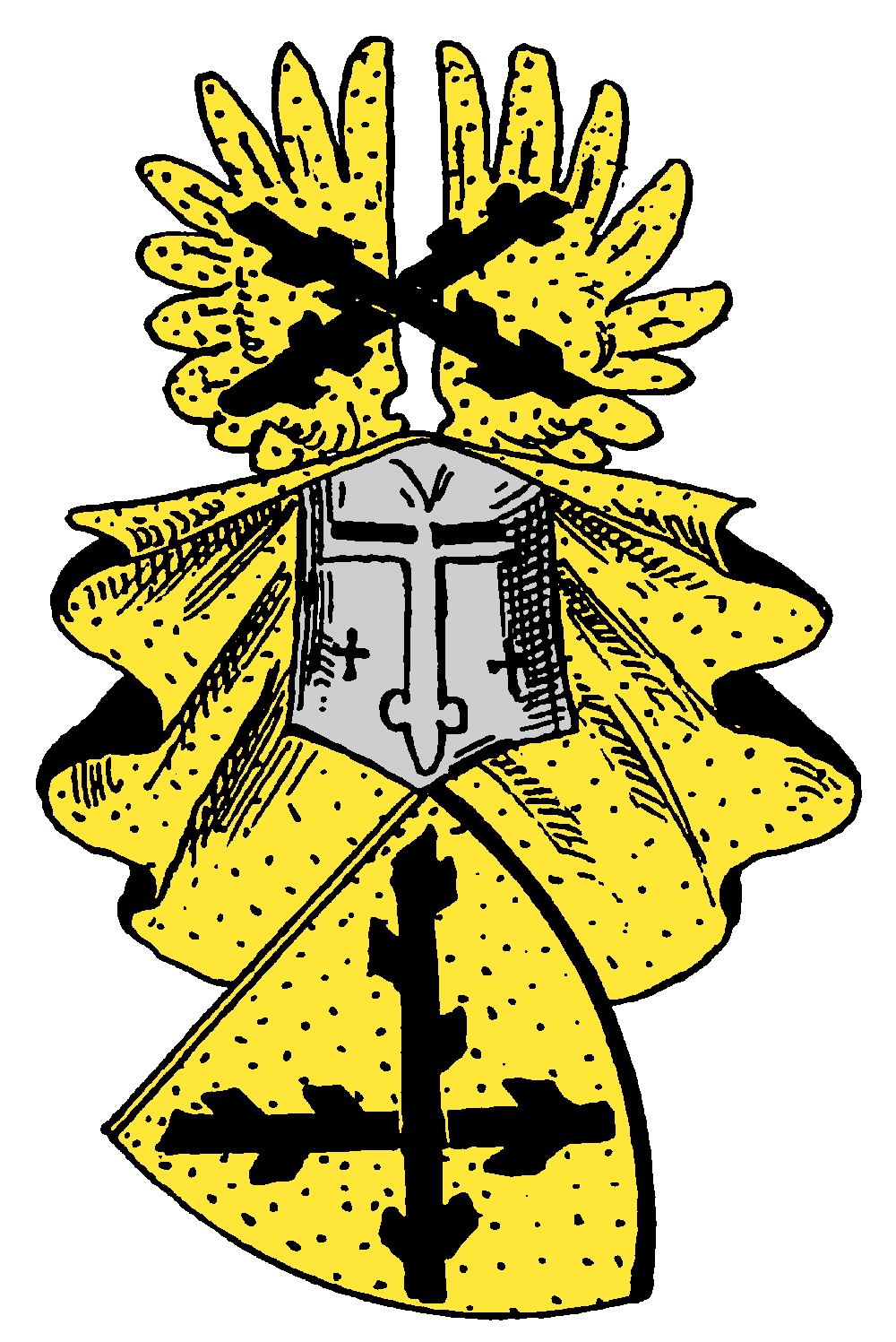
Berka v. Duba u. Leipa
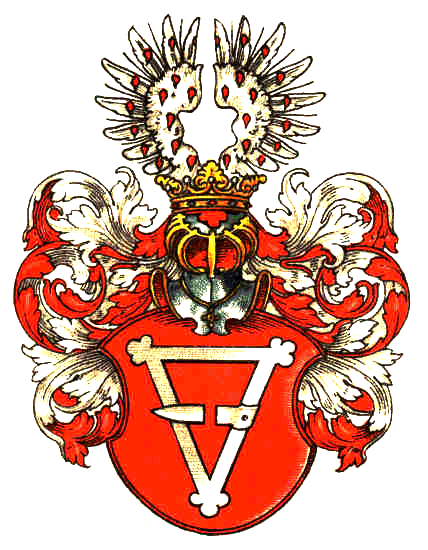
Zedlitz
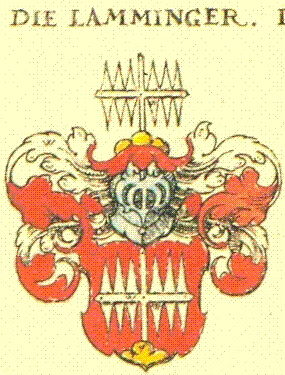
Lamminger
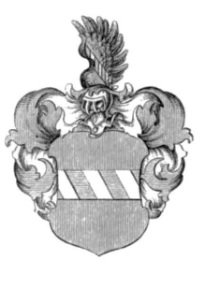
Knobelsdorff
Promniz
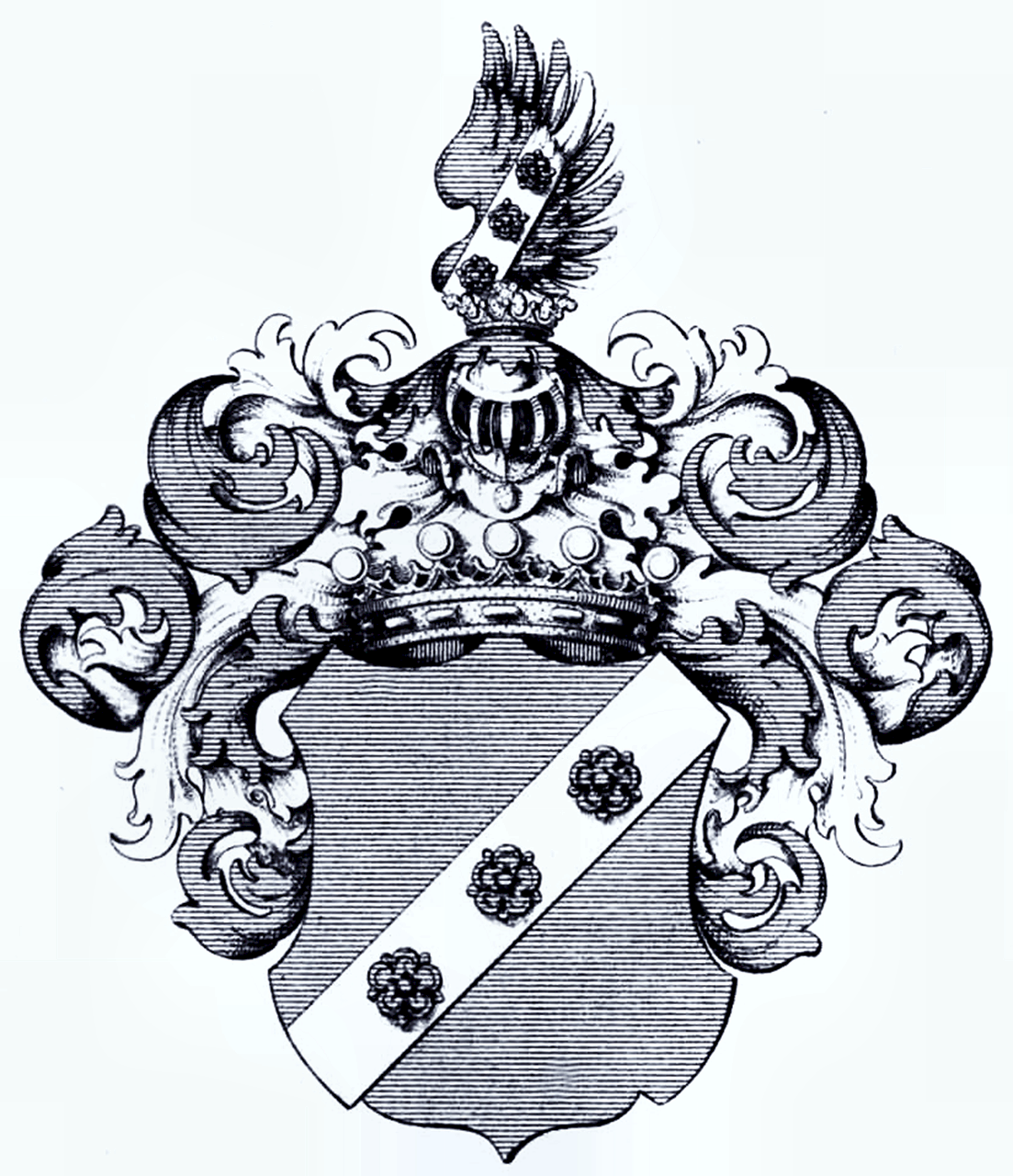
Langenau- 1340
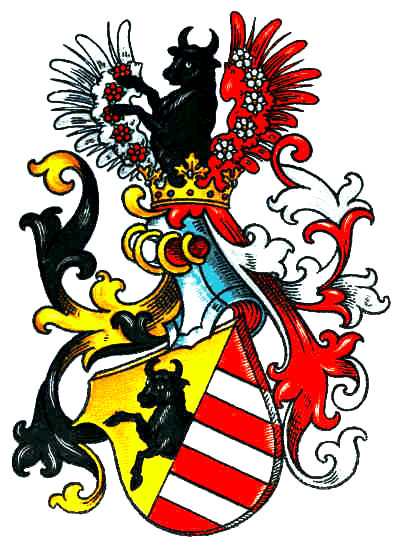
Kittlitz - 1409
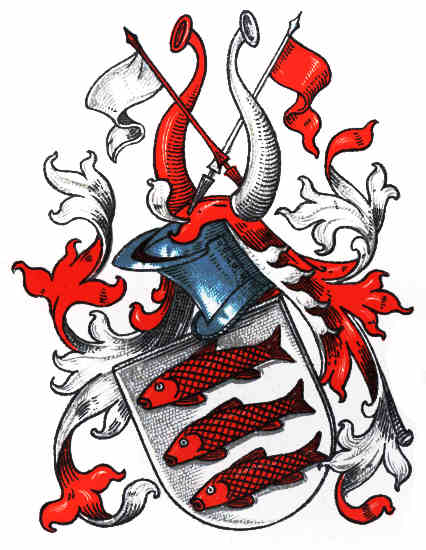
Seidlitz - 1518
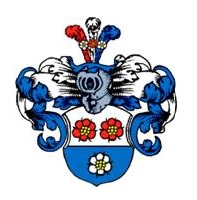
Lest -1598
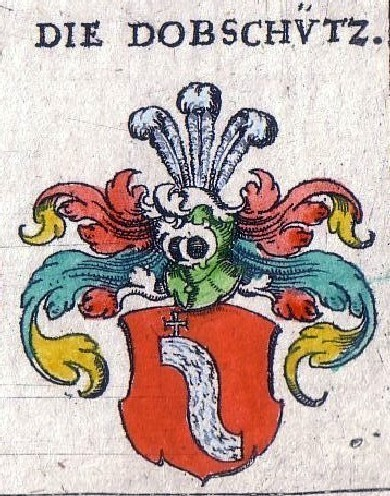
Dobschütz - 1690
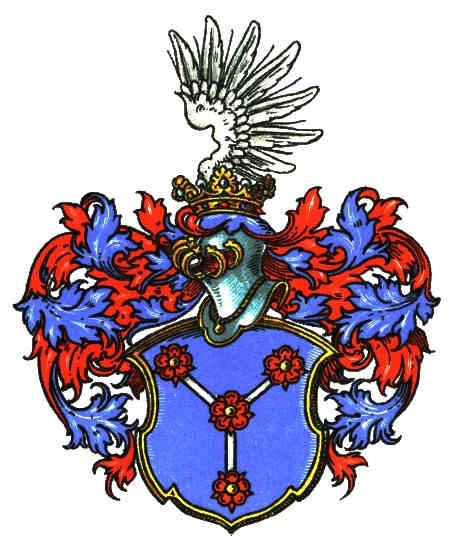
Förster - 1709
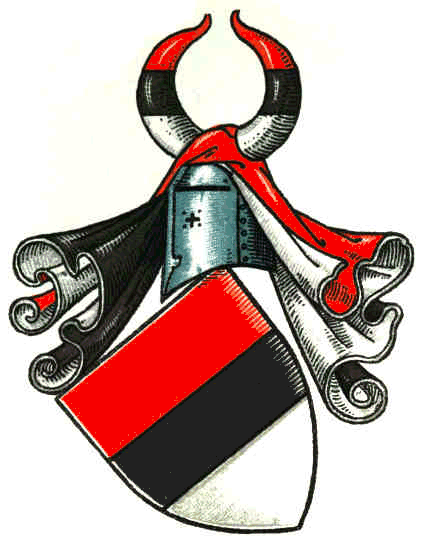
Schweinitz
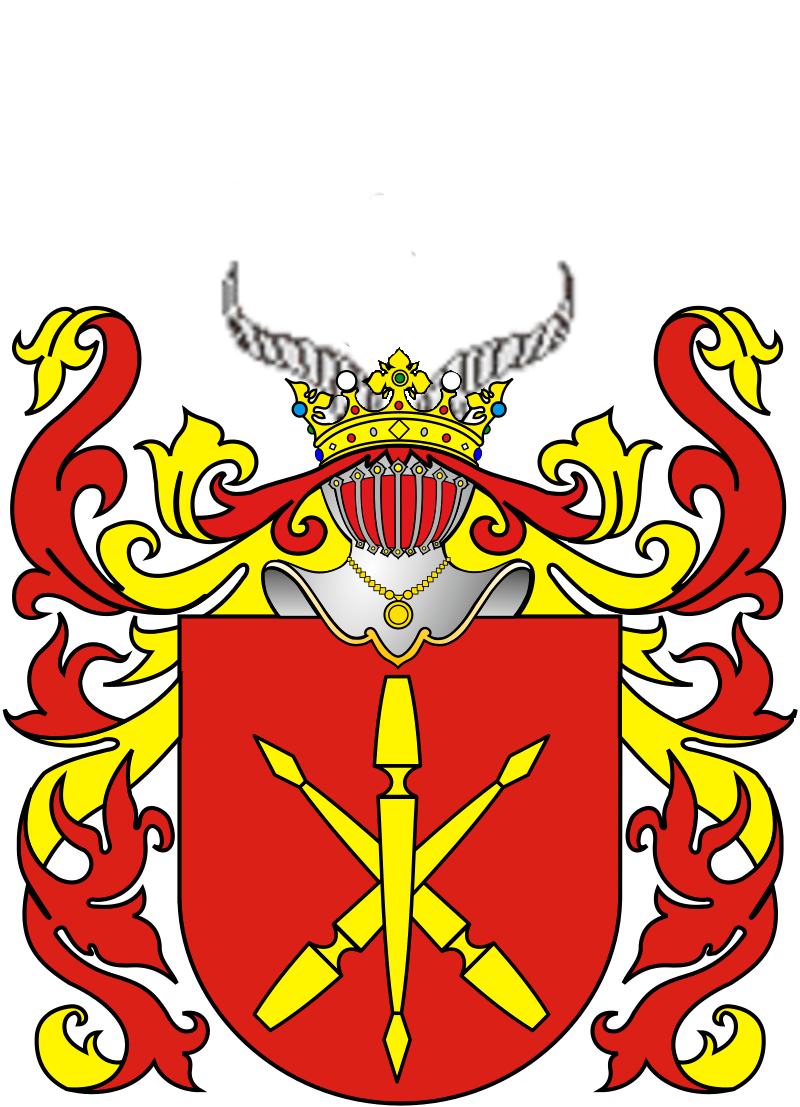
(X)
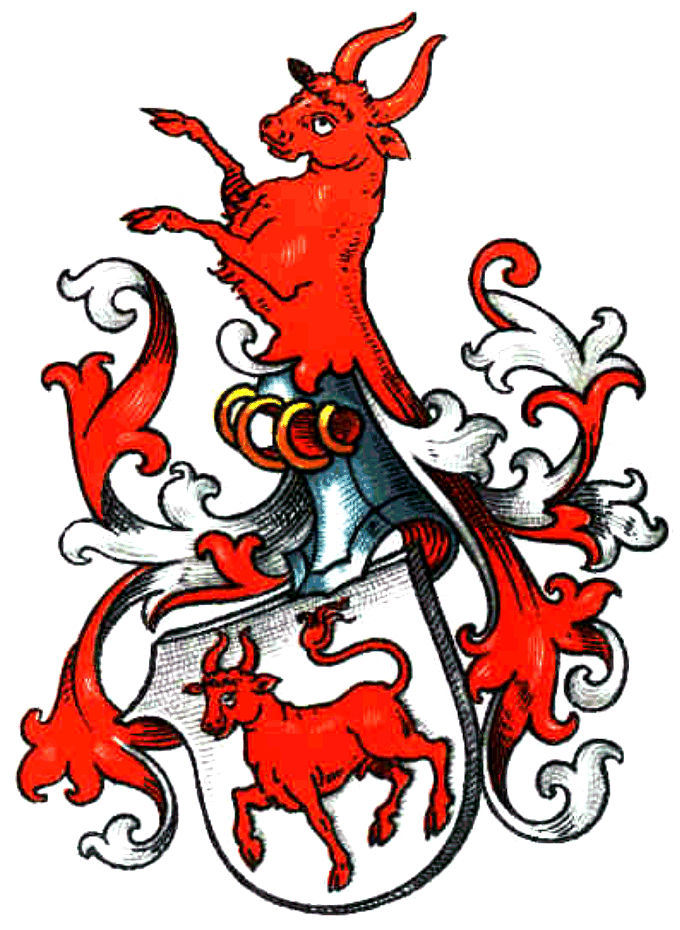
(X)
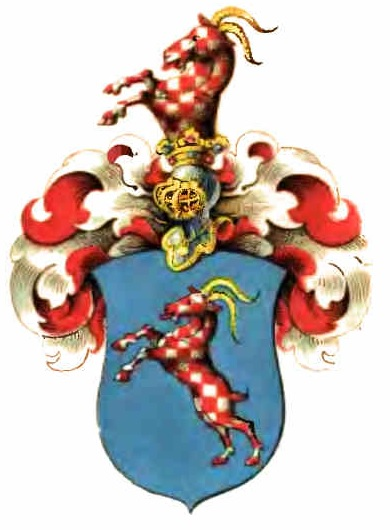
Packisch-Festenberg